# Валиця
Валиця (хорв. Valica) — населений пункт у Хорватії, в Істрійській жупанії у складі міста Умаг.

## Населення
Населення за даними перепису 2011 року становило 237 осіб.
Динаміка чисельності населення поселення:

## Клімат
Середня річна температура становить 13,91 °C, середня максимальна – 26,62 °C, а середня мінімальна – 0,44 °C. Середня річна кількість опадів – 977 мм.
| Клімат поселення                              | Клімат поселення | Клімат поселення | Клімат поселення | Клімат поселення | Клімат поселення | Клімат поселення | Клімат поселення | Клімат поселення | Клімат поселення | Клімат поселення | Клімат поселення | Клімат поселення | Клімат поселення |
| Показник                                      | Січ.             | Лют.             | Бер.             | Квіт.            | Трав.            | Черв.            | Лип.             | Серп.            | Вер.             | Жовт.            | Лист.            | Груд.            |                  |
| Середній максимум, °C                         | 9,68             | 10,18            | 13,50            | 16,87            | 22,09            | 25,78            | 26,62            | 26,52            | 22,24            | 17,59            | 12,56            | 9,30             |                  |
| Середня температура, °C                       | 5,05             | 5,55             | 8,88             | 12,24            | 17,46            | 21,14            | 23,60            | 23,49            | 19,21            | 14,56            | 9,51             | 6,25             |                  |
| Середній мінімум, °C                          | 0,44             | 0,95             | 4,25             | 7,62             | 12,84            | 16,54            | 20,56            | 20,46            | 16,17            | 11,51            | 6,48             | 3,22             |                  |
| Норма опадів, мм                              | 65               | 53               | 66               | 77               | 77               | 91               | 60               | 84               | 107              | 112              | 102              | 83               |                  |
| Середньомісячна швидкість вітру, м/с          | 2.19             | 2.44             | 2.49             | 2.52             | 2.27             | 2.19             | 2.18             | 2.13             | 2.17             | 2.42             | 2.44             | 2.32             |                  |
| Середньомісячна сонячна радіація, кДж/м²·день | 4365             | 7388             | 10717            | 15263            | 19413            | 21199            | 22188            | 18937            | 13936            | 8909             | 4846             | 3699             |                  |
| --------------------------------------------- | ---------------- | ---------------- | ---------------- | ---------------- | ---------------- | ---------------- | ---------------- | ---------------- | ---------------- | ---------------- | ---------------- | ---------------- | ---------------- |
| Джерело:                                      |                  |                  |                  |                  |                  |                  |                  |                  |                  |                  |                  |                  |                  |